# Los Santos de Maimona
Los Santos de Maimona ist eine Gemeinde (municipio) mit 8.070 Einwohnern (Stand: 2024) in der spanischen Provinz Badajoz in der Autonomen Gemeinschaft Extremadura. Sie ist Teil der Comarca Zafra-Río Bodión.

## Geografie
Die Stadt liegt in einem Tal mit sanften Hügeln: die Sierra de San Jorge, die Sierra de San Cristóbal und Cabrera. Sie nimmt den engsten Teil der Region Tierra de Barros ein.

## Geschichte
Die Ursprünge der Besiedelung gehen auf die Kupfersteinzeit (ca. 2500 v. Chr.) zurück. Die ersten Siedlungen befinden sich in der Gebirgskette Castillo und die archäologischen Überreste (Webstuhlgewichte, Fragmente von Feuersteinmessern usw.) werden heute im Stadtmuseum aufbewahrt. Spuren menschlicher Präsenz setzten sich während der gesamten Bronzezeit fort. Ab 50 v. Chr., mit der Ankunft der Römer, lag die Siedlung an einer der großen Straßen ihrer Zeit: der Silberstraße, die Mérida mit Sevilla verband.
Um 712 wurde das Gebiet von den Arabern besetzt. Mit der Reconquista, im Jahr 1240, wurde Los Santos de Maimona von Don Rodrigo Iñiguez, dem Meister des Santiagoordens, erobert, einem Orden, von dem es in den folgenden Jahrhunderten regiert wurde. Unter Johannes von Pacheco, einem weiteren Ordensmeister, erreichte der Ort seine größte Blütezeit und es wurden die größten Bauwerke der Gemeinde errichtet.

## Wirtschaft
Die Wirtschaft wird hauptsächlich von der Landwirtschaft bestimmt sowie von weiteren Aktivitäten, die eng mit Industrie und Dienstleistungen im nahegelegenen Zafra verbunden sind. 